# Glacier Park Lodge

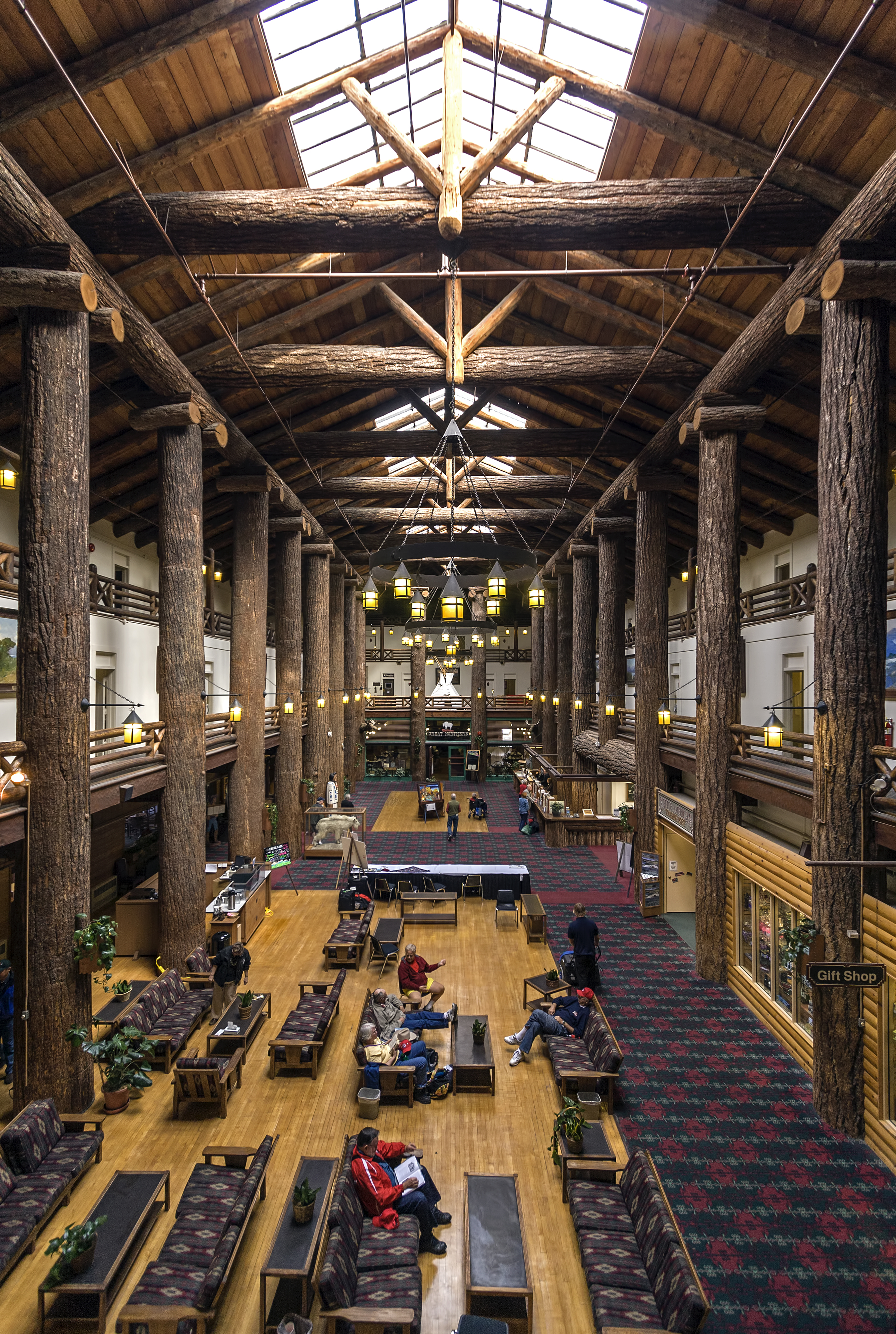
El Refugio Glacier Park

El Refugio Glacier Park se encuentra situado en los bordes del Parque nacional de los Glaciares, en Montana, Estados Unidos. Fue construido en 1913 para atraer al turismo a la zona. Está construido en estilo suizo y está abierto solo en los meses de verano. 
- Datos: Q953408
- Multimedia: Glacier Park Lodge / Q953408